# Ivan Blok
Ivan L'vovici Blok (în rusă Иван Львович Блок; n. 1858 – d. 1906) a fost un om de stat rus, viceguvernator al guberniilor Basarabia și Ufa, ulterior, guvernator al guberniilor Grodno și Samara. A fost unchiul celebrului poet rus Aleksandr Blok.

## Biografie
În anii 1870, Ivan a locuit cu părinții săi în Sankt Petersburg, în apropiere de Podul Palatului. 
Și-a început cariera de funcționar public la 16 mai 1880, în următorii 10 ani, însă, nu se cunoaște cu exactitate unde a activat. Începând cu 25 iunie 1891 a servit în calitate de președinte al congresului ținutului Ekaterinburg.
Pe 13 iulie 1902 a devenit viceguvernator al guberniei Ufa. După Ufa, a devenit viceguvernator al Basarabiei. La 4 iunie 1905, Blok a devenit guvernator al guberniei Grodno, ulterior a fost numit guvernator al guberniei Samara, fiind numit la ordinul ministrului de interne P. Durnov.
Situația din Samara era extrem de dificilă în acea perioadă. Blok a suprimat puternic activitățile anti-guvernamentale, antagonizând astfel, liberalii din Samara. De asemenea, a demis șeful gubernatorial al jandarmilor, generalul-maior Karataev, a organizat numeroase arestări, suprimând puternic acțiunea revoluționară și chiar a participat la pacificarea revoltelor țărănești.
A fost căsătorit cu Maria Mitrofanovna (născută Orlova), cu care a avut doi fii și patru fiice. Cea mai mare, Antonina, născută în 1882, Ludmila, născută în 1884, Ariadna, în 1885 și Olga, în 1890. Fiul cel mare, Ivan, s-a născut în 1893 (după moartea tragică a tatălui său, s-a sinucis, împușcându-se în școală la vârsta de 15 ani). Cel mai tânăr fiu, Liovușka, după pierderea dublă, a început să se bâlbâie, astfel încât a absolvit școala. 

### Deces

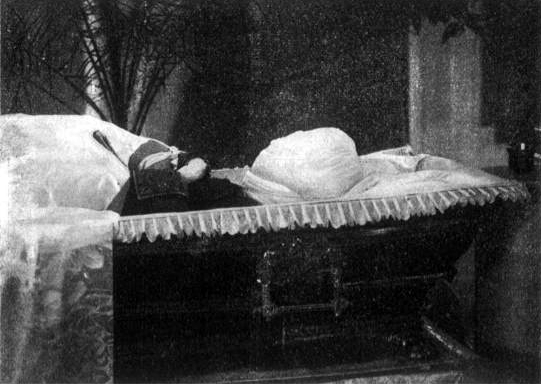

Ivan Blok a decedat ca urmare a unui atentat săvârșit la 21 iulie 1906. Atunci, atacatorul Gregori Frolov a aruncat o bombă în guvernatorul Blok, iar victima a fost practic ruptă în bucăți. Ucigașul Frolov a fost capturat rapid. Ulterior, au fost înmormântate doar rămășițele corpului, în locul capului a fost plasată o minge de bumbac (imagine), iar un picior nu a putut fi refăcut. Procesiunea a mărșăluit de la casa guvernatorului la catedrală, unde au avut loc funeraliile (în prezent piața Ciubîșev din Samara).

## Legături externe
- ru Тринадцатый самарский губернатор И. Л. Блок
- Бондаренко И. И., Климов Д. В. Жертвы политического террора в России (1901—1912) / Терроризм в России в начале XX в. (Исторический вестник. — Т. 2 [149]. — Декабрь 2012). — С. 190—215.

1. 1 2  Erik-Amburger-Datenbank, accesat în 14 septembrie 2021
2. ↑  IdRef, accesat în 5 martie 2020